# Nationale Francisco Franco Stichting
De Nationale Francisco Franco Stichting (Spaans: Fundación Nacional Francisco Franco of kortweg FNFF) is een Spaanse stichting gevestigd in Madrid, opgericht in 1976 tijdens de democratische overgang na het overlijden van dictator Francisco Franco, met als doel diens nagedachtenis te eren en zijn werk te blijven verspreiden. De stichting werd in eerste instantie bestuurd door zijn dochter, Carmen Polo, die tot haar dood erevoorzitter zou blijven. De stichting beheert het persoonlijk archief van de dictator, dat zo'n 30.000 documenten bevat. Daartoe ontvangt de stichting subsidie van de overheid. Desondanks zijn deze archieven gedeeltelijk niet toegankelijk. Vooral de persoonlijke financiën van de dictator zijn niet openbaar gemaakt. Ook beheert de stichting het geboortehuis van Franco in Ferrol. 
Tot 2018 was in de statuten van de stichting opgenomen dat een van de doelen de verheerlijking van de persoon van Francisco Franco was. Om te voorkomen dat de stichting zou worden verboden, is dit doel uit de statuten geschrapt.
In 2018 verzamelde de stichting 26.000 handtekeningen voor een petitie om te voorkomen dat minister-president Pedro Sánchez het lichaam van Franco zou verwijderen uit de Vallei van de Gevallenen, waar het in een praalgraf begraven lag. Desalniettemin gebeurde dat in 2019 toch.